# Дан II
Дан II (рум. Dan II; до 1387 — 1 июня 1431) — господарь Валахии из династии Басарабов (1422—1423, 1423—1424, 1424—1427, 1427—1431), сын валашского господаря Дана I.

## Биография
Вел борьбу за валашский престол со своим двоюродным братом Раду II Праснаглава, ставленником Порты. Сам Дан II ориентировался в своей политике на Венгрию. 
Весной 1422 года Дан II в первый раз захватил господарский трон, изгнав Раду Праснаглава. В 1423 году при помощи венгерских отрядов смог отразить два турецких вторжения. Летом 1423 года Раду II вернул себе престол, но уже осенью того же года Дан II изгнал его из Валахии. Осенью 1424 года Раду вновь на короткий срок занял господарский престол, но вскоре был изгнан Даном II. 
В 1425 году валашский господарь Дан начал открытые военные действия против Турции, переправился на южный берег Дуная и вместе с флорентийским кондотьером на службе у венгерского короля Сигизмунда Пиппо Спано разбил турок-османов в битве под Видином. В январе 1427 года Дан II был лишён престола турецким ставленником Радой Праснаглава. Весной того же 1427 года Дан смог вернуть себе валашский престол, но вскоре столкнулся с сильной боярской оппозицией.
В 1428 году валашский господарь Дан II вынужден был заключить мирный договор с Османской империей и обязался платить ежегодную дань. В 1431 году погиб в боях с турками.